# Ro Khanna

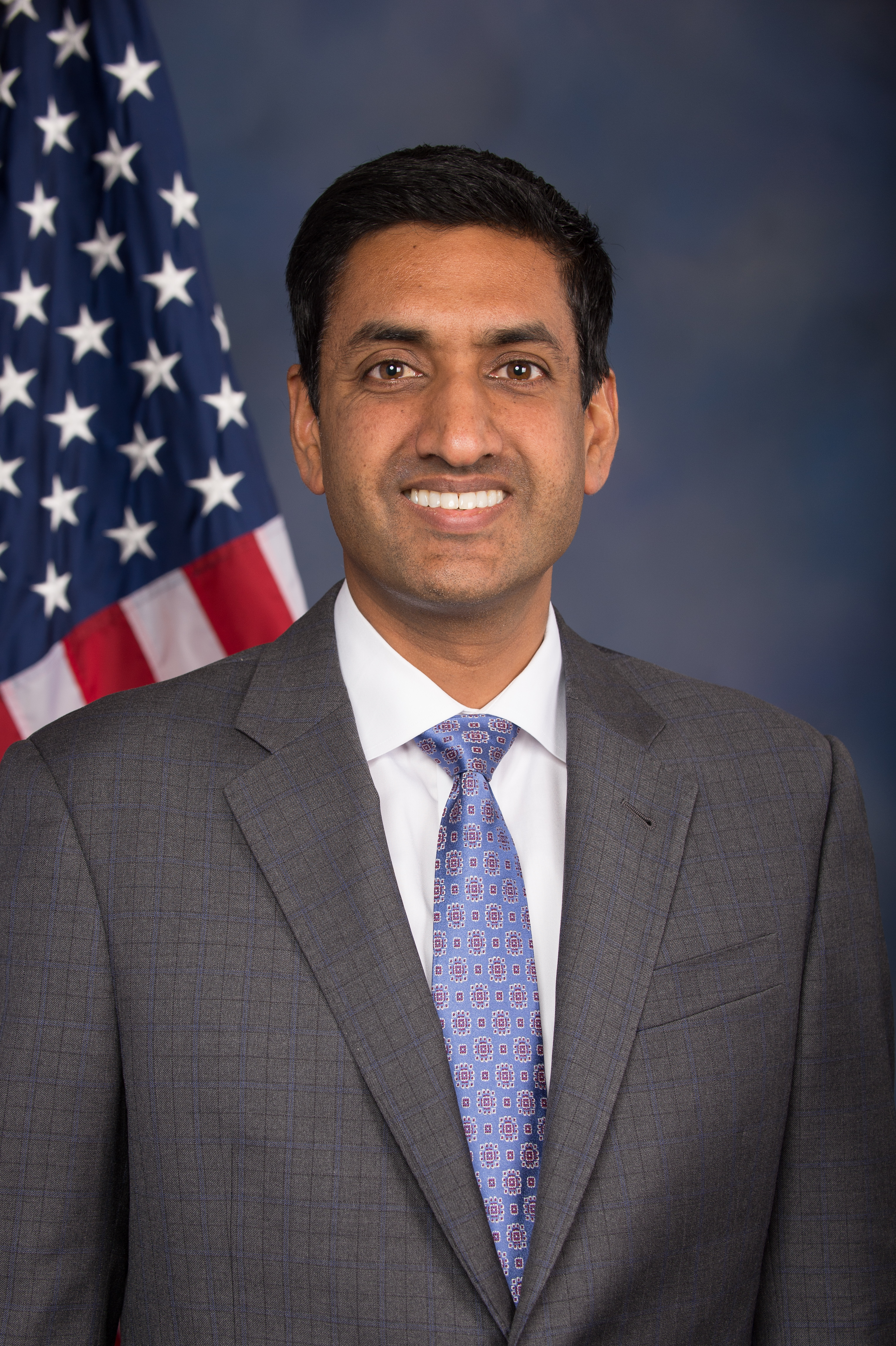
Ro Khanna bij aanvang van het 115e Amerikaans Congres in 2017

Rohit Khanna, beter bekend als Ro Khanna (Philadelphia, 13 september 1976), is een Amerikaans hoogleraar, advocaat en politicus van de Democratische Partij. Van 2009 en 2011 was Khanna een topambtenaar in het United States Department of Commerce onder president Obama. Sinds 2017 vertegenwoordigt hij het 17e congresdistrict van Californië in het Huis van Afgevaardigden. Khanna aanvaardt geen giften van bedrijven of PAC's en behoort tot de progressieve vleugel van de partij.
- Library of Congress Control Number: n2012038459
- Nederlandse Thesaurus van Auteursnamen: 416259278
- SNAC: w6pp9x9j
- Biographical Directory of the United States Congress: K000389
- Virtual International Authority File: 250879974
- WorldCat: E39PBJd86TkbTMdqf3wtFX9v73